# Tasin Gemil
Tasin Gemil (n. 21 septembrie 1943, Medgidia, Constanța, România) este un istoric, fost deputat român în legislatura 1992-1996, ales în județul Constanța pe listele partidului Uniunea Democrată a Tătarilor Turco-Musulmani din România. Tasin Gemil a fost ambasador al României în Azerbaijan (1998-2003) și Turkmenistan (2004-2007).

## Viața și activitatea
Tasin Gemil s-a născut pe 21 septembrie 1943, la Medgidia. A absolvit facultatea de istorie și filozofie de la Universitatea din Iași, unde a obținut ulterior și doctoratul. În anul 1970 devine cercetător la Institutul de Istorie și Arheologie ,,A. D. Xenopol" din Iași, urmând ca în anul 1976 să își obțină doctoratul în istorie.
Tasin Gemil  a fost preocupat de studiul relațiilor româno-turco-tătare în secolele XV-XVIII, aducând știri și vederi noi, întemeiate pe o amplă bază de informație, în care predomină ineditul de proveniență orientală, îndeosebi otomană.
Tahsin trăiește în București și este căsătorit cu Nafiye Tahsin, cu care are o fată stabilită în Suedia.

## Opera
Lucrări:
- Asociația din România a ,,Junilor turci", în AIIAI, VII (1970), p.175-195;
- Din relațiile moldo-otomane în primul sfert al secolului al XVI-lea, ibidem, IX (1972), p. 133-144;
- La Moldavie dans les traités de paix ottomano-polonais au XVIIe siècle, în RRH, XII (1973), 4 p.687-714;
- Considérations concernant ,,L'Histoire Ottomane" de Demetre Cantemir, în ,,Dacoromania" (Freiburg-Munchen), 1974, 2, p. 155-166;
- Les Pays Roumains dans la politique europeenne de la Porte Otomane au XVIIe siècle, în RESEE, XIII (1975), nr. 3, p. 425-428.

## Legături externe
- Turkmenistan. Foreign Embassies, Missions and International Organizations, at the United States Embassy in Ashgabat site
- "Gemil Tasin/Джамил Тасин", at Turkmenistan/Tatarlar
- Tasin Gemil Arhivat în 21 iunie 2024, la Wayback Machine. la cdep.ro